# Куняев, Сергей Станиславович
Серге́й Станисла́вович Куня́ев (родился 23 мая 1957, Москва) — критик, литературовед, архивист, исследователь, специалист по русской литературе XX века. Соавтор биографии Сергея Есенина (написана вместе с отцом, поэтом Станиславом Куняевым), автор книг «Николай Клюев», «Русский беркут» (о жизни и творчестве Павла Васильева) и др. Генеральный директор журнала «Наш современник». Член правления Союза писателей России (с 1999).

## Биография
Родился в 1957 году в Москве в семье поэта Станислава Юрьевича Куняева.
Печатается как критик с 1978 года.
В 1980 году окончил филологический факультет МГУ.
Генеральный директор журнала «Наш современник»; работал также в издательстве «Современник», журнале «Москва».
В 2022 году подписал письмо в поддержку российского военного вторжения на Украину.

## О Есенине
Сергей и Станислав Куняевы — авторы книги о Есенине, дважды уже переизданной .
На встрече с тюменцами в декабре 2015 года Сергей Куняев поделился мыслями, посетившие его при создании книги о Сергее Есенине:
«Когда мы сидели в архивах, когда мы читали прессу того времени, нам становилась более понятным личность и судьба Есенина, и людей, близко стоящих к нему, его окружения. Нам становилось более очевидным смена воодушевления событиями революции разочарованием. Судьба Есенина — это отражение судьбы русского человека в XX веке... Стихи Есенина в неподдающемся учету количестве распространялись в рукописных вариантах по всей России. По существу, если можно говорить о первом самиздате в стране — это были именно стихи Сергея Есенина. Потому что сборники, выходившие в государственных издательствах — это капля в море, а люди все сильнее ощущали, что его стихи нужны как хлеб, как воздух, и даже как путеводитель в том смутном и противоречивом времени. Людям нужна была какая-то духовная опора, необходимо было увидеть свет путеводной звезды

## О Клюеве
В конце октября 2010 года Сергей Куняев рассказал в интервью о своём отношению к Клюеву
...Клюев не просто одна из ключевых фигур русской поэзии начала XX века: его судьба, его творчество – это ключ в неизведанный мир русской жизни, во многих отношениях по сей день закрытый.  ... Клюев...вызывал у современников и любопытство, сообщал им какую-то притягательную силу к себе, и в то же время он передавал им ощущение некоего страха, неуюта в общении с собой, и интуитивное понимание того, что, грубо говоря, за ним стоит сила, которая, если вырвется на поверхность, сметёт весь поверхностный слой русской жизни  в одно мгновение. Почему его сплошь и рядом называли неким подобием Распутина? Потому что то, что ощущалось в Распутине, автоматически переносилось тогда на Клюева в литературной среде

## Отзывы
Игорь Петрович Золотусский :
«Я читал книги Сергея, и мне открывалась бескрайняя, как Россия, поэзия начала двадцатого века. Он прошёл по нему, как Орфей, спев каждому, кто эту поэзию создал, песнь, подобную поклону у стены алтаря. Конечно, он родился поэтом. Поэтом исследовательского слова, слышащего музыку стиха, его дыхание и его загадку, которая не застывает на месте, а уходит в бесконечность. … Его язык ясен. Его отличает придирчивый отбор слов, совпадающих со строгостью отбора фактов.» (Наш современник 2017/ № 5)

## Награды
- Лауреат премии «Зодчий» им. Д. Кедрина (1995)
- Лауреат премии им. С. Есенина (1996)
- Лауреат Международной литературной премии имени Сергея Есенина (2005)
- Лауреат Большой литературной премии (2017, за биографию Николаева Клюева)